# Бен Сміт
Бенджамін Александер Сміт (англ. Benjamin Alexander Smith; 11 липня 1988, м. Винстон-Сейлем, США) — американський хокеїст, правий/центральний нападник. Виступає за «Сан-Хосе Шаркс» у Національній хокейній лізі.
Виступав за Бостонський коледж (НКАА), «Рокфорд АйсГогс» (АХЛ), «Чикаго Блекгокс».
В чемпіонатах НХЛ — 175 матчів (25+19), у турнірах Кубка Стенлі — 27 матчів (7+2).
У складі національної збірної США учасник чемпіонату світу 2015 (8 матчів, 2+0).
Досягнення
- Бронзовий призер чемпіонату світу (2015)
- Володар Кубка Стенлі (2013)